# Horia Stamatin
Horia Stamatin (n. 27 martie 1917, Bogdănești, fostul județ Tutova, astăzi județul Vaslui) este un publicist român.

## Biografie

### Anii de formare
Tatăl, Panaite Stamatin, originar din satul Banca, același județ, își are rădăcinile într-o familie de vechi răzeși, posibil înrudită cu familia domnitorilor Movilești, conform lui G. Sion, Arhondologie moldovenească. Timp de 40 ani a fost învățător în satul Bogdănești, încât la o vreme a putut constata că toți locuitorii satului au învățat carte prin strădania sa. Este autorul Monografia comunei Bogdănești din județul Tutova. Mama, Ecaterina, originară din Valeni, își are obârșia tot într-un neam de răzeși. Soții Panaite și Ecaterina Stamatin au avut 11 copii, dintre care opt, în viață. Horia este mezinul familiei. Urmează cursurile școlii primare în satul natal, elev al tatălui său, apoi face Școala Normală de Învățători de la Bârlad și Facultatatea de Limba Română și Istorie la Universitatea din București, unde a avut ca profesori pe Iorgu Iordan, Zoe Dumitrescu Bușulenga și Alexandru Graur.

### Armata și frontul
În anii 1938-1939 face stagiul militar la Școala de Ofițeri de Cavalerie de la Târgoviște, absolvită cu gradul de sublocotenent în rezervă. A luat parte la războiul din răsărit ca sublocotenent comandant de pluton, cu Regimentul 2 Roșiori, din 1941, de la cucerirea Odesei până la 2 februarie 1943, când cade prizonier în încercuirea de la Stalingrad. A cunoscut viața din lagărul de la Oranki (circa 400 km est de Moscova), unde au fost duși toți prizonierii ofițeri români. Nu s-a înrolat în Divizia „Tudor Vladimirescu” organizată de sovietici pe teritoriul Rusiei. S-a întors în țară printr-un noroc, fiind inclus în lotul ofițerilor români prizonieri făcuți cadou guvernului român cu prilejul alegerilor din 19 noiembrie 1946. Decorat cu Coroana României cu Spade și Panglica de Virtute Militară, veteran de război cu gradul de locotenent colonel, fiind distins cu titlul de cetățean de onoare al municipiului Bârlad.

### Familia
După întoarcerea din prizonierat, s-a căsătorit cu învățătoarea Mitrița Podoleanu, fiica învățătorului Gheorghe Podoleanu din satul Pogonești. Familia Stamatin are 2 copii, Veturia (căsătorită Crânganu) profesoară de limba franceză în statul Oklahoma și Horațiu, profesor de limba engleză și scriitor, stabilit în orașul Câmpulung Moldovenesc.

### Activitatea școlară
A funcționat ca  învățător 3 ani, apoi urmând cursurile de 5 ani ale Facultății de Filologie a Universitații „C.I.Parhon” din București, în specialitatea Limba româna-istorie. Devine profesor titular la Școala generală din comuna Bogdănești. În 1966 este transferat la Liceul Pedagogic din orașul Bârlad, unde este promovat ca șef al catedrei de limba română, însărcinare pe care o deține până la pensionare în 1979.

## Publicații
- A publicat articole în „Gazeta învățământului”.
- În colaborare, a scris Monografia Liceului Pedagogic din Bârlad, publicată în 1970, la centenarul (1871-1971) acestei școli.
- În 1996, publică în revista „Limba română” a Institutului de Lingvistică din București, nr. 1-6, p. 122-130, studiul Toponimul Horăiata.
- Valea Horăieții - istorie și onomastică de la origine până în prezent, Bârlad, Editura Tiparul, 2003.